# Кубок Кыргызстана по футболу 2004
Кубок Кыргызстана по футболу 2004 года, также известный как Кубок Независимости — 13-й розыгрыш ежегодного футбольного клубного турнира, второго по значимости в стране.
Финальный матч прошёл в Оше на стадионе имени Ахматбека Суюмбаева. Впервые в финале встречались «Дордой-Динамо» (Нарын) и «Жаштык-Ак-Алтын» (Кара-Суу), свою первую победу в истории одержал «Дордой-Динамо». Для «Жаштыка» это был 4-й подряд финал, и все эти матчи команда проиграла.

## Формат
Турнир стартовал со стадии 1/32 финала. На ранних стадиях команды были разделены по региональным зонам (Север и Юг). В начальных раундах хозяином поля является команда, которая выступает в лиге, низшей по рангу, однако в ряде случаев это правило не соблюдалось. Если встречаются команды одной лиги, то хозяин поля определяется в результате жеребьёвки. Четвертьфиналы и полуфиналы разыгрывались в двух матчах, на поле каждого из соперников.
Команды Высшей лиги взяли старт со стадии 1/16 финала.

## Участники турнира

### Представительство участников
| Раунд       | Оставшихся команд | Участвует команд | Победителей из предыдущего раунда | Новые участники в этом раунде | Лиги, участвующие в этом раунде | Игровые дни по расписанию          |
| ----------- | ----------------- | ---------------- | --------------------------------- | ----------------------------- | ------------------------------- | ---------------------------------- |
| 1/32 финала | 41                | 24               | 0                                 | 24                            | Первая, Вторая                  | 10-25 апреля 2004 года             |
| 1/16 финала | 29                | 26               | 12                                | 14                            | Высшая, Первая, Вторая          | 21 апреля — 12 мая 2004 года       |
| 1/8 финала  | 16                | 16               | 13                                | 3                             | Высшая, Первая, Вторая          | 26-27 мая, 5-6 июня 2004 года      |
| 1/4 финала  | 8                 | 8                | 8                                 | нет                           | -                               | 12-25 июня 2004 года               |
| 1/2 финала  | 4                 | 4                | 4                                 | нет                           | -                               | 31 июля, 1, 3, 4 августа 2004 года |
| Финал       | 2                 | 2                | 2                                 | нет                           | -                               | 31 августа 2004 года               |

### Клубы-участники
Для участия в розыгрыше Кубка подали заявку все 10 клубов Высшей лиги, не менее 17 клубов Первой лиги, а также 14 клубов, сведений о дивизионах которых не имеется[уточнить].
Клубы, принявшие участие в турнире:
| Высшая лига все 10 клубов | Первая лига 17 клубов | Нет данных о лиге 14 клубов |
| - Абдыш-Ата (Кант) - Алай (Ош) - Гвардия-РУОР (Бишкек) - Дордой-Динамо (Нарын) - Жайыл-Баатыр (Кара-Балта) - Жаштык-Ак-Алтын (Кара-Суу) - Молодёжная сборная Кыргызстана - Нефтчи (Кочкор-Ата) - СКА-Шоро (Бишкек) - Шоро (Бишкек) | зона «Чуй»: - ФК Бишкек-88 - ФК Бишкек-89 - Жаштык-Абдыш-Ата (Кант) - Луч (совхоз Фрунзе) - Максат (Беловодское) - Наше пиво (Кант) - РИК (Каинда) - ФК Шопоков - Иссык-Ата (Ивановка) - Эгриси (Бишкек) зона «Баткен»: - Динамо (Баткен) - Жаштык (Исфана) - Металлург (Кадамжай) зона «Ош»: - ФК Кызыл-Кия - ФК Узген - Шарап-К (Араван) - Шумкар-М (Кара-Суу) | зона «Север»: - Ак-Талаа (Нарын) - Иссык-Куль (Каракол) - Манас (Талас) - НГУ (Нарын) - Эколог (Нарын) зона «Юг»: - Аксы (Караван) - Андарак (Исфана) - Джалал-Абад - Келечек (Ош) - Мелиоратор (Уч-Коргон) - ФК Ноокат - ТФЗ (Кызыл-Кия) - УСНБ (Баткен) - Шахтёр (Таш-Кумыр) |

## 1/32 финала
| Команда 1                  | Результат      | Команда 2                  |
| -------------------------- | -------------- | -------------------------- |
| 10 апреля 2004             |                |                            |
| Эгриси Бишкек (II)         | 0:0 (5:4 пен.) | Бишкек-89 (II)             |
| РИК Каинда (II)            | 5:0            | Ак-Талаа Нарын (III?)      |
| Луч совхоз Фрунзе (II)     | 0:2            | Иссык-Ата Ивановка (II)    |
| Максат Беловодское (II)    | 2:1            | ФК Шопоков (II)            |
| 14 апреля 2004             |                |                            |
| Жаштык-Абдыш-Ата Кант (II) | 1:2            | Бишкек-88 (II)             |
| 16 апреля 2004             |                |                            |
| ФК Ноокат (II?)            | 5:2            | ФК Узген (II)              |
| Шумкар-М Кара-Суу (II)     | -:+            | Шарап-К (II)               |
| 24 апреля 2004             |                |                            |
| НГУ Нарын (III?)           | 2:0            | Эколог Нарын (III?)        |
| 25 апреля 2004             |                |                            |
| УСНБ Баткен (II?)          | 0:3            | Динамо Баткен (II)         |
| Андарак Исфана (II?)       | 1:4            | Жаштык Исфана (II)         |
| Металлург Кадамжай (II)    | 2:0            | Мелиоратор Уч-Коргон (II?) |
| ТФЗ Кызыл-Кия (II?)        | 0:3            | Кызыл-Кия (II)             |

## 1/16 финала
Матчи прошли в 13 парах (8 — в Северной зоне и 5 — в Южной). Ещё 3 клуба из южной части страны — «Шахтёр» (Таш-Кумыр), «Аксы» (Караван) и «Нефтчи» (Кочкор-Ата) — вышли в следующий раунд без игры.
| Команда 1               | Результат | Команда 2                          |
| ----------------------- | --------- | ---------------------------------- |
| 21 апреля 2004          |           |                                    |
| РИК Каинда (II)         | 2:4       | Шоро (I)                           |
| Эгриси Бишкек (II)      | 0:5       | Абдыш-Ата (I)                      |
| Иссык-Ата Ивановка (II) | 0:5       | СКА ПВО (I)                        |
| Максат Беловодское (II) | 1:3       | Наше пиво (II)                     |
| Манас Талас (III?)      | 0:4       | Дордой-Динамо (I)                  |
| Бишкек-88 (II)          | -:+       | Молодёжная сборная Кыргызстана (I) |
| Ноокат (II?)            | 1:8       | Жаштык-Ак-Алтын (I)                |
| Джалал-Абад (II?)       | -:+       | Алай (I)                           |
| 25 апреля 2004          |           |                                    |
| Иссык-Куль (III?)       | 1:5       | РУОР-Гвардия (I)                   |
| 28 апреля 2004          |           |                                    |
| Шарап-К (II)            | 4:1       | Келечек Ош (II?)                   |
| 1 мая 2004              |           |                                    |
| Кызыл-Кия (II)          | 7:0       | Металлург Кадамжай (II)            |
| 5 мая 2004              |           |                                    |
| Динамо Баткен (II)      | 3:0       | Жаштык Исфана (II)                 |
| 12 мая 2004             |           |                                    |
| НГУ Нарын (III?)        | 0:3       | Жайыл-Баатыр (I)                   |

## 1/8 финала
| Команда 1              | Результат | Команда 2                          |
| ---------------------- | --------- | ---------------------------------- |
| 26 мая 2004            |           |                                    |
| Дордой-Динамо (I)      | 4:0       | Шоро (I)                           |
| 27 мая 2004            |           |                                    |
| СКА-Шоро (I)           | 8:0       | Молодёжная сборная Кыргызстана (I) |
| 5 июня 2004            |           |                                    |
| Гвардия-РУОР (I)       | 5:1       | Абдыш-Ата (I)                      |
| Шарап-К (II)           | 0:3       | Жаштык-Ак-Алтын (I)                |
| Кызыл-Кия (II)         | 1:0       | Динамо Баткен (II)                 |
| Шахтёр Таш-Кумыр (II?) | 0:4       | Алай (I)                           |
| 6 июня 2004            |           |                                    |
| Наше пиво (II)         | 2:3       | Жайыл-Баатыр (I)                   |
| Аксы Караван (II?)     | -:+       | Нефтчи Кочкор-Ата (I)              |

## 1/4 финала
| Команда 1           | Итог | Команда 2             | 1-й матч | 2-й матч |
| ------------------- | ---- | --------------------- | -------- | -------- |
| Алай (I)            | 9:4  | Нефтчи Кочкор-Ата (I) | 6:4      | +:-      |
| Дордой-Динамо (I)   | 11:0 | Жайыл-Баатыр (I)      | 8:0      | +:-      |
| СКА-Шоро (I)        | 4:3  | Гвардия-РУОР (I)      | 2:0      | 2:3      |
| Жаштык-Ак-Алтын (I) | +:-  | Кызыл-Кия (II)        | +:-      | +:-      |

| Нефтчи Кочкор-Ата                                          | 4:6 | Алай                                                                                             |
| ---------------------------------------------------------- | --- | ------------------------------------------------------------------------------------------------ |
| Гозиев 17′ · Юрий Худояров 54′, 90′ · Жахангир Кадыров 84′ |     | Алмазбек Мирзалиев 1′, 34′, 55′ · Мирлан Мирзалиев 3′ · Тохир Мирзаев 73′ · Канатбек Маматов 86′ |

| Дордой-Динамо | 8:0 | Жайыл-Баатыр |
| --- | --- | ------------ |
| Дмитрий Крохмаль 28′ · Замирбек Жумагулов 33′, 55′ (пен.), 72′, 89′ · Владимир Чертков 44′ · Василий Кононов 52′ · Азамат Ишенбаев 79′ |     |              |

| СКА-Шоро                      | 2:0 | Гвардия-РУОР |
| ----------------------------- | --- | ------------ |
| Вячеслав Прянишников 68′, 75′ |     |              |

| Гвардия-РУОР                                                | 3:2 | СКА-Шоро                                     |
| ----------------------------------------------------------- | --- | -------------------------------------------- |
| Айбек Бокоев 32′ · Сергей Серов 45′ · Евгений Нистулаев 85′ |     | Роман Корнилов 4′ · Вячеслав Прянишников 54′ |

## 1/2 финала
| Команда 1       | Итог | Команда 2 | 1-й матч | 2-й матч |
| --------------- | ---- | --------- | -------- | -------- |
| Жаштык-Ак-Алтын | 7:3  | Алай      | 3:1      | 4:2      |
| Дордой-Динамо   | 3:2  | СКА-Шоро  | 1:2      | 2:0      |

| Жаштык-Ак-Алтын                                     | 3:1 | Алай                        |
| --------------------------------------------------- | --- | --------------------------- |
| Маратбек Маманов 11′, 33′ · Бакыт Баргыбай уулу 90′ |     | Виталий Тимофеев 22′ (авт.) |

| Алай                                              | 2:4 | Жаштык-Ак-Алтын                                                                        |
| ------------------------------------------------- | --- | -------------------------------------------------------------------------------------- |
| Нурулло Закиров 56′ (пен.) · Мирлан Мирзалиев 59′ |     | Маратбек Маманов 19′ · Хуршит Лутфуллаев 50′ · Исмаил Маликов 71′ · Айбек Кошбеков 73′ |

| Дордой-Динамо     | 1:2 | СКА-Шоро                                    |
| ----------------- | --- | ------------------------------------------- |
| Андрей Краснов 7′ |     | Вячеслав Прянишников 59′ · Ашот Вердоян 65′ |

| СКА-Шоро | 0:2 | Дордой-Динамо                           |
| -------- | --- | --------------------------------------- |
|          |     | Марлен Касымов 18′ · Руслан Сыдыков 71′ |

## Финал
| Дордой-Динамо      | 1:0 | Жаштык-Ак-Алтын |
| ------------------ | --- | --------------- |
| Марлен Касымов 36′ |     |                 |

|                  |  |                     |  |       |
|                  |  |                     |  |       |
| ВР               |  | Закир Джалилов      |  |       |
| ЗЩ               |  | Талант Самсалиев    |  |       |
| ЗЩ               |  | Василий Кононов     |  |       |
| ЗЩ               |  | Игорь Кудренко      |  |       |
| ЗЩ               |  | Марлен Касымов      |  | 70'   |
| ПЗ               |  | Руслан Сыдыков      |  |       |
| ПЗ               |  | Владимир Чертков    |  | 85'   |
| ПЗ               |  | Евгений Пилипас     |  |       |
| ПЗ               |  | Валерий Березовский |  |       |
| НП               |  | Замирбек Жумагулов  |  | 55'   |
| НП               |  | Азамат Ишенбаев     |  | 90+1' |
| Запасные:        |  |                     |  |       |
| ЗЩ               |  | Нурбек Ахатов       |  | 90+1' |
| ЗЩ               |  | Нурзат Кадыркулов   |  | 85'   |
| ПЗ               |  | Дмитрий Крохмаль    |  | 70'   |
| НП               |  | Андрей Краснов      |  | 55'   |
| Главный тренер:  |  |                     |  |       |
| Борис Подкорытов |  |                     |  |       |

|                      |  |                      |  |       |
|                      |  |                      |  |       |
| ВР                   |  | Бахтиёр Юлдашев      |  |       |
| ЗЩ                   |  | Исмаил Маликов       |  |       |
| ЗЩ                   |  | Махамаджон Толонбаев |  |       |
| ЗЩ                   |  | Рафаэль Муслимов     |  | 46'   |
| ЗЩ                   |  | Бакытбек Маматов     |  |       |
| ПЗ                   |  | Айбек Сулайманов     |  |       |
| ПЗ                   |  | Маратбек Маманов     |  |       |
| ПЗ                   |  | Виталий Тимофеев     |  | 90+1' |
| ПЗ                   |  | Айбек Кошбеков       |  | 82'   |
| НП                   |  | Евгений Болдыгин     |  |       |
| НП                   |  | Хуршит Лутфуллаев    |  |       |
| Запасные:            |  |                      |  |       |
| ПЗ                   |  | Бакыт Баргыбай уулу  |  | 46'   |
| НП                   |  | Павел Пак            |  | 90+1' |
| НП                   |  | Нурлан Ражабалиев    |  | 82'   |
| Главный тренер:      |  |                      |  |       |
| Александр Калашников |  |                      |  |       |